# دونگی بوچومت
دونگی بوچومت (به صربی: Donji Bučumet) یک منطقهٔ مسکونی در صربستان است که در مدوجا واقع شده‌است. دونگی بوچومت ۱۸۶ نفر جمعیت دارد و ۵۵۳ متر بالاتر از سطح دریا واقع شده‌است.